# Kamienica Józefa Święcickiego w Bydgoszczy
Kamienica Józefa Święcickiego w Bydgoszczy – zabytkowa kamienica w Bydgoszczy, jedna z trzech najlepiej ocenianych realizacji budowniczego Józefa Święcickiego.

## Położenie
Budynek stoi w zachodniej pierzei ul. Gdańskiej, na rogu ul. Cieszkowskiego. 

## Historia
Parcelę u zbiegu ulic Gdańskiej i Cieszkowskiego, na której stoi kamienica kupił w  październiku 1894 roku bydgoski budowniczy Józef Święcicki. W sierpniu 1895 roku rozpoczął tu budowę własnego okazałego domu, według własnego projektu, który jednocześnie jest jednym z najokazalszych w jego dorobku architektonicznym. Z powodu bogatego wystroju architektonicznego planowany koszt budowy został przekroczony o 65% Budowniczy zamieszkał w ukończonej kamienicy jesienią 1896 roku razem z żoną Marią i adoptowanym synem Hugonem. W 1896 roku Święcicki rozbudował kamienicę o oficynę od strony ulicy Cieszkowskiego, a trzy lata później nadbudował ją o kolejną kondygnację o konstrukcji szachulcowej (pracami nadzorował jego współpracownik Rudolf Kern). W skrzydle od strony ul. Cieszkowskiego urządził własne biuro architektoniczne. Kamienica prezentowała charakterystyczne cechy stylu Józefa Święcickiego, dodatkowo wzbogacone i oddane w sposób dekoracyjny i okazały, gdyż dom własny architekta miał być niejako wizytówką jego możliwości twórczych.
W latach 20. XX wieku w kamienicy znajdował się magazyn mód męskich i przyborów wojskowych W. Sowińskiego.
W lipcu 2008 roku w skrzydle od strony ulicy Cieszkowskiego zawieszono tablicę pamiątkową poświęconą Józefowi Święcickiemu. W 2015 roku wyremontowano elewację budynku.

## Architektura
Kamienica jest czteropiętrowa, założona na planie zbliżonym do litery "U" ze ściętym narożnikiem. Wnętrza budynku głównego wykonano w układzie dwutraktowym, a skrzydła są jednotraktowe. Styl budynku jest eklektyczny, z bogatą dekoracją neorenesansową i neobarokową. Wśród motywów sztukatorskich, pośrodku trzeciego piętra (nad loggią) od strony ul. Gdańskiej można znaleźć cyrkiel i ekierkę, symbolizujące zawód właściciela, a także górujące nad całością słońce. Budynek posiada liczne loggie, balkony i wykusze z bogatą sztukaterią oraz pałacową klatkę schodową z lustrami.

## Galeria

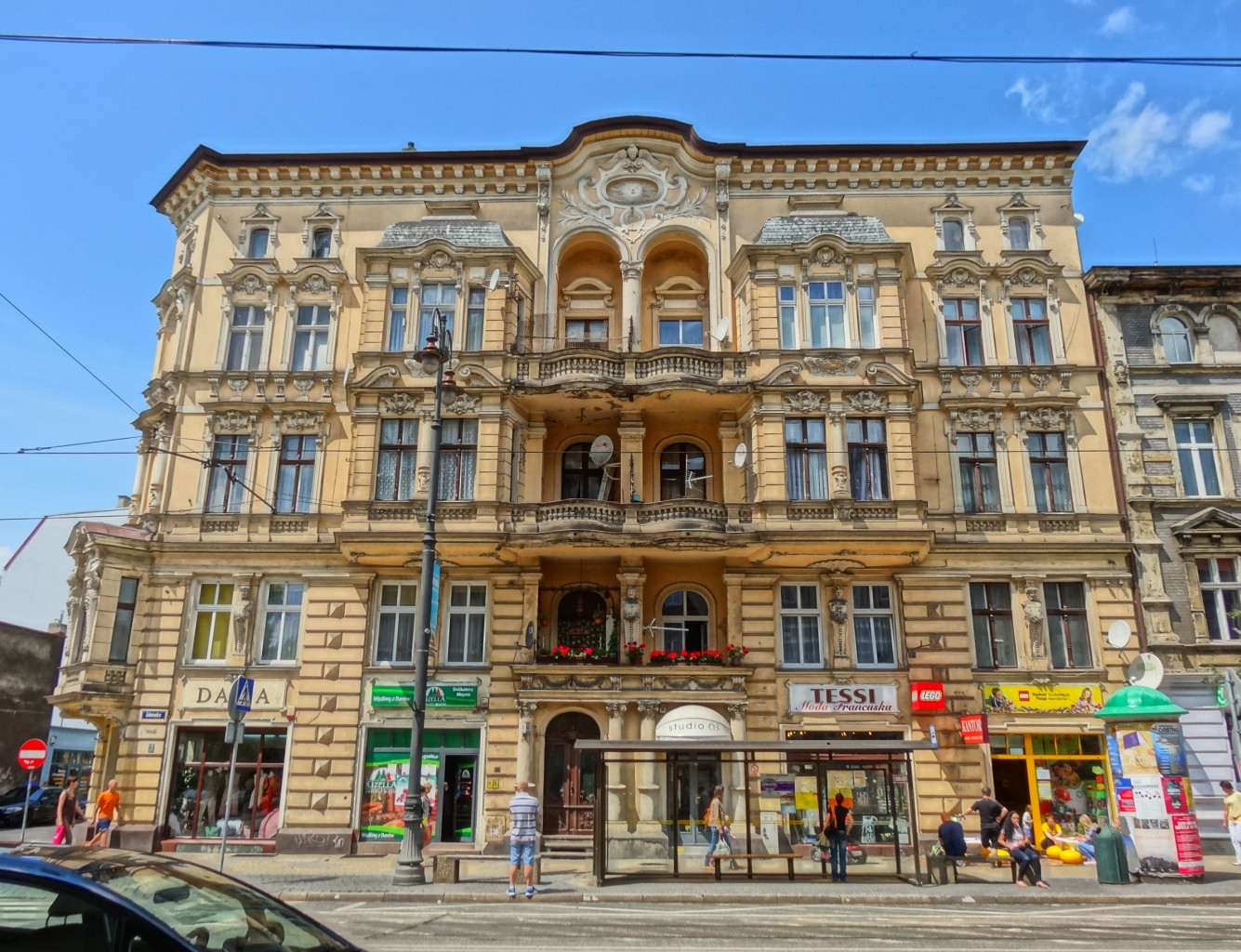
Widok od ul. Gdańskiej
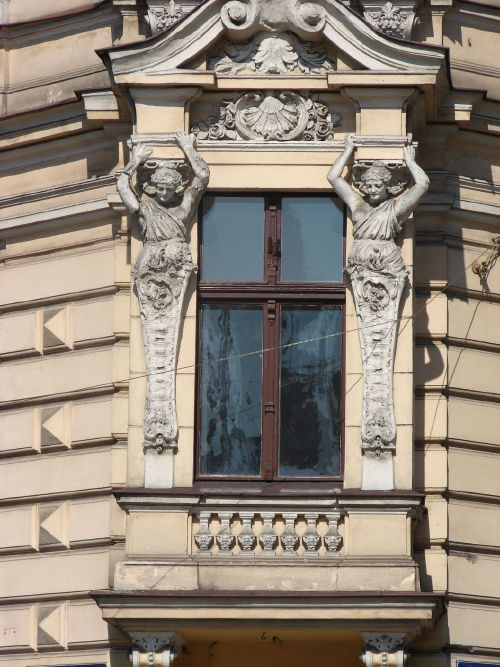
Kariatydy
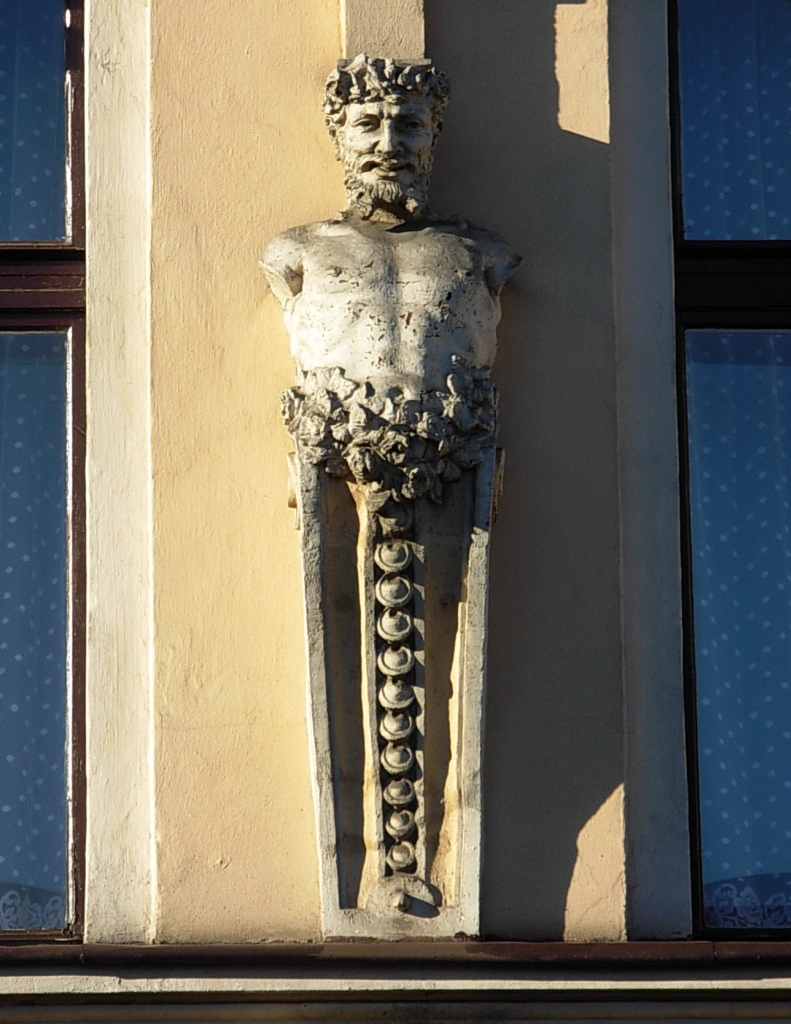
Figura mężczyzny
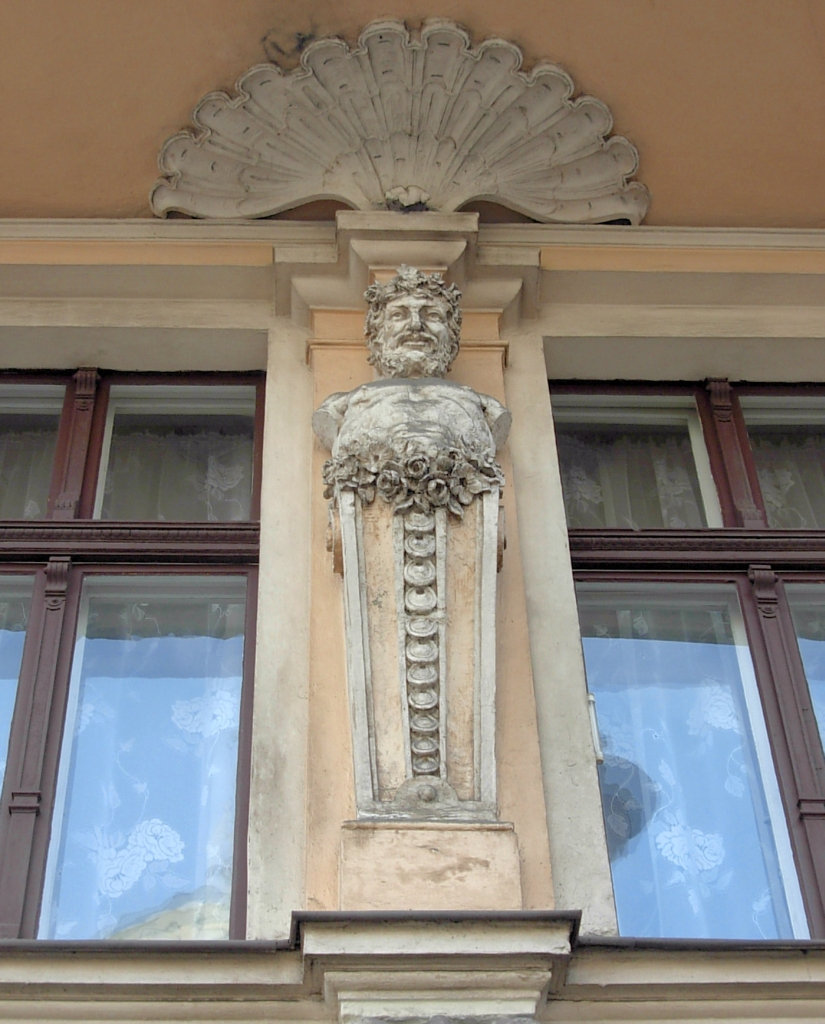
Atlant
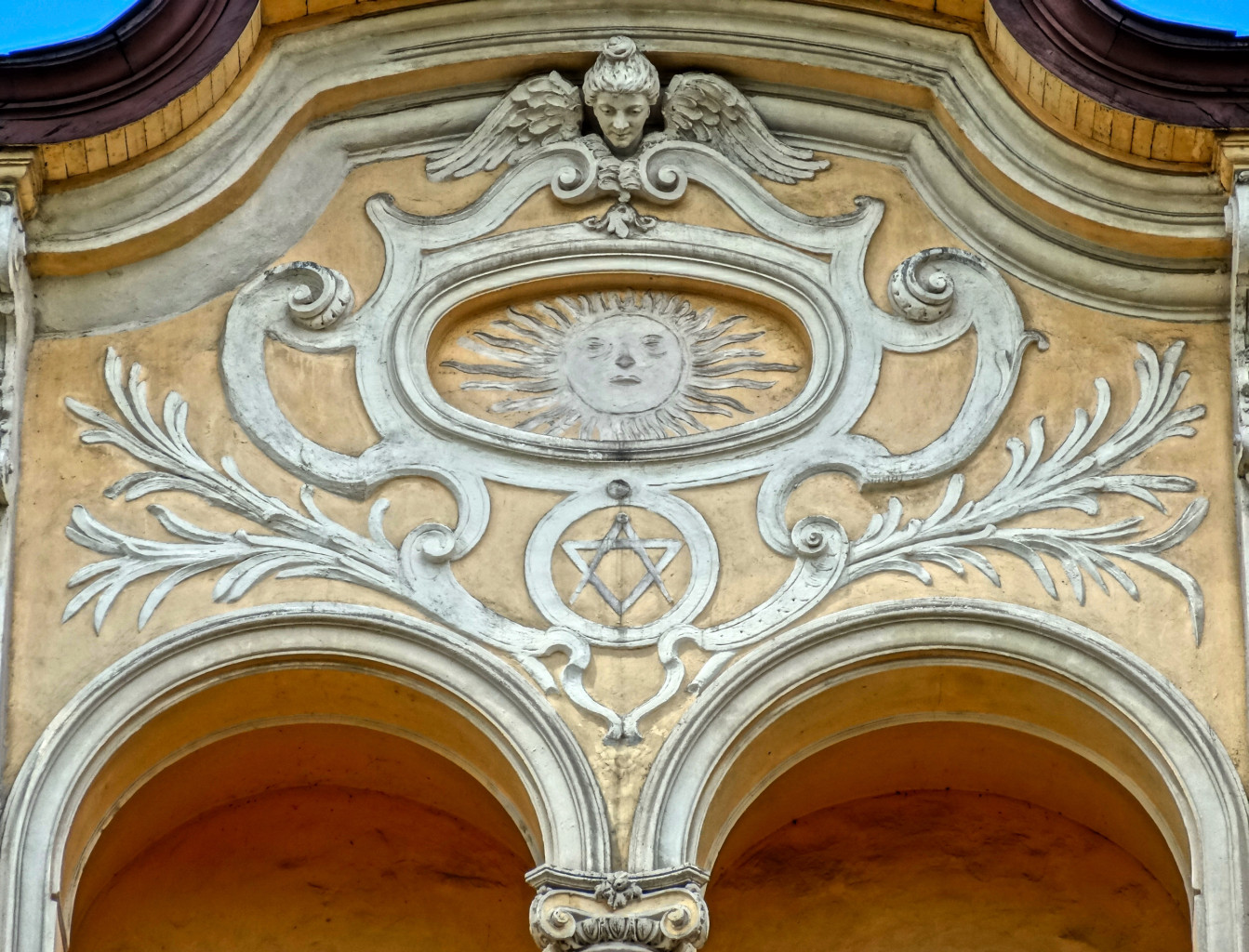
Motywy słoneczne
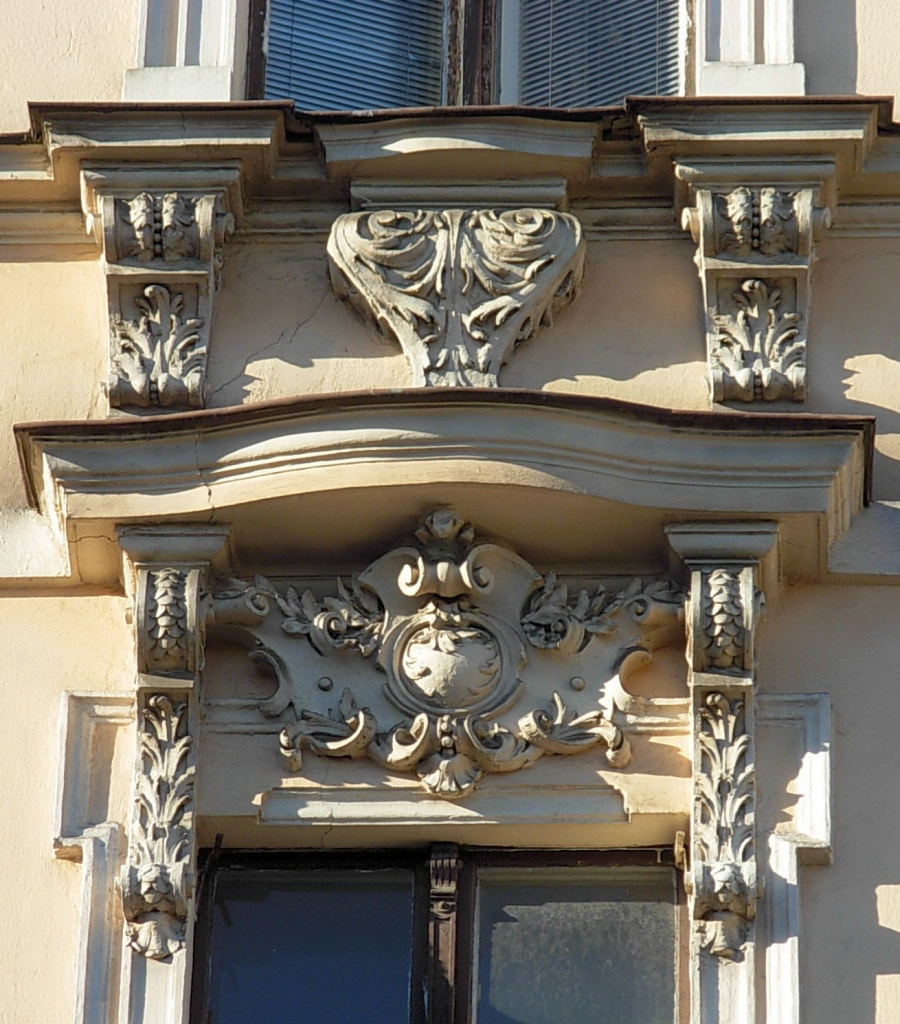
Wsporniki
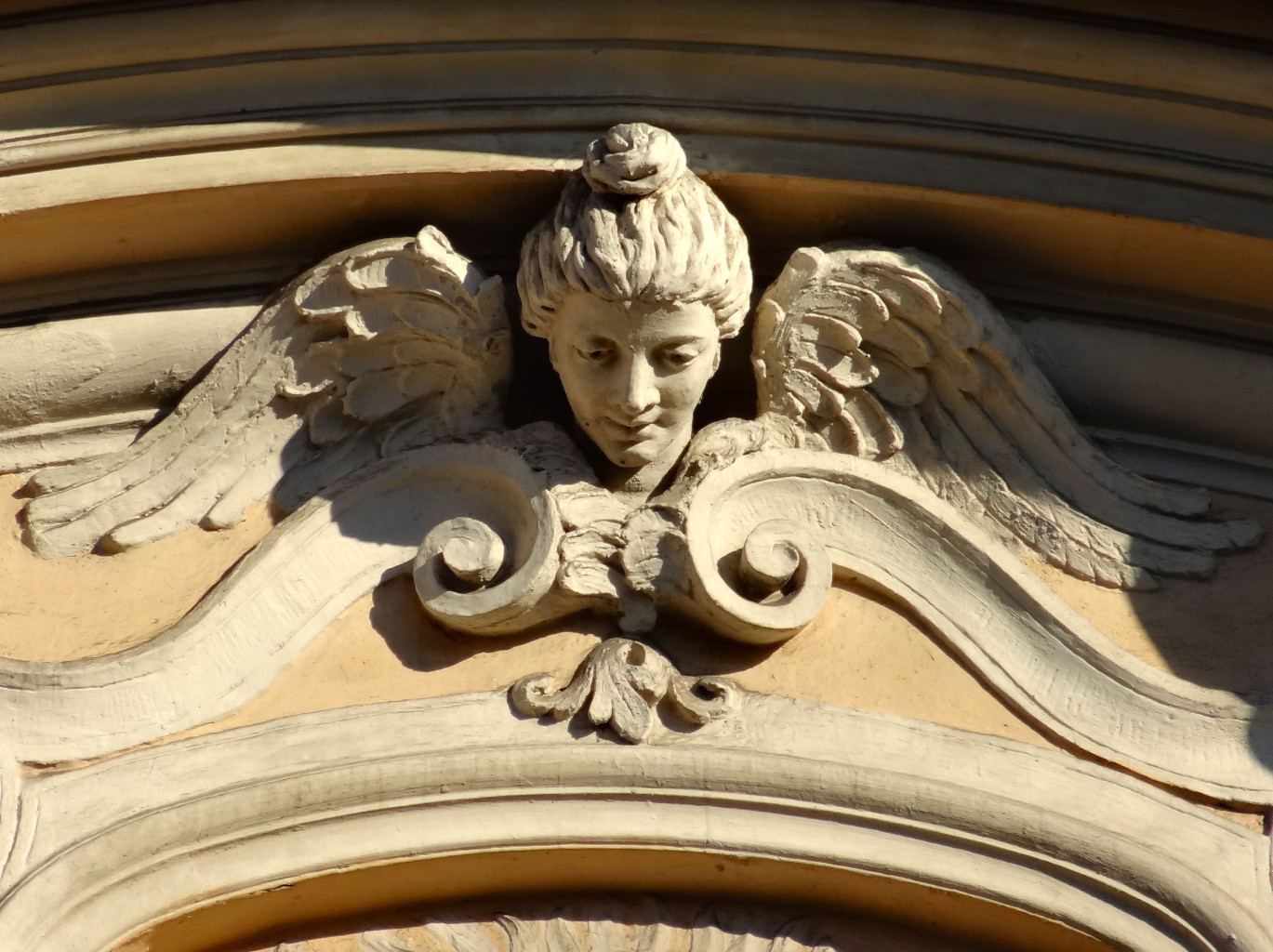
Anioł